# Mestna hiša, Inverness
Mestna hiša Inverness je občinska stavba na ulici High Street v Invernessu na Škotskem. Mestna hiša, ki je bila sedež Inverness Burgh Council, je zgodovinska stavba kategorije A.

## Zgodovina
Prva mestna hiša v Invernessu, ki je bila zgrajena na mestu, kjer je bila prej zasebna rezidenca lorda Lovata, je bila dokončana leta 1708 in nato povečana leta 1750. Potem ko je Duncan Grant iz Bught House umrl leta 1873 in pustil 5000 funtov za stroške nove meščanske hiše, so se voditelji državljanov odločili, da bodo zapuščino porabili za rušenje stare meščanske hiše in zgradili novo stavbo na istem mestu. Veliko projektiranja je bilo opravljenega do leta 1876.
Temeljni kamen za novo stavbo je položil prošt Alexander Simpson 15. aprila 1878. Zasnoval jo je William Lawrie v gotskem slogu, zgrajena je bila iz klesanega kamna po ceni 13.500 funtov, uradno pa jo je odprl vojvoda Edinburški 19. januarja 1882. Izrezljan meščanski grb, ki je bil prvotno uporabljen za okrasitev mostu čez reko Ness, ki je bil dokončan leta 1685, je bil rešen, ko je most odnesla poplava januarja 1849, in vdelan v zahodno vzpetino nova meščanska hiša.
Zasnova je nastala po vzoru The McManus, umetniške galerije in muzeja v Dundeeju, ki ga je zasnoval George Gilbert Scott in dokončal leta 1867. Vključevalo je simetrično glavno pročelje s sedmimi enotami, ki gledajo na High Street; srednja je vsebovala obokano vratno odprtino z zatrepno streho v pritličju, stebričasto okno z mestnim grbom, vklesanim v ploščo v prvem nadstropju in stebričasto okno na podstrešju, vse obkroženo s tourelli (stolpiči). Zunanja polja so vsebovala trilistna okna v pritličju, v prvem nadstropju trojna okna s krogovičjem in vogalnimi stolpiči. V notranjosti so bili glavni prostori glavna dvorana, dvorana za svet in soba za odbore. Vhodna veža, ki vodi do stopnišča, je bila osvetljena z vitražem, ki ga je oblikoval in izdelal Adam & Small.
Dvorano sveta je leta 1894 preoblikoval John Hinton Gall, vitraže, ki jih je oblikoval J. H. Stewart, pa je namestil William Meikle & Sons za praznovanje diamantnega jubileja kraljice Viktorije leta 1898. Stavba je bila leta 1907 razširjena na zadnjo stran po zasnovi Jamesa Roberta Rhinda.
Stavba je bila prizorišče prve seje britanskega kabineta, ki je potekala zunaj Londona 7. septembra 1921, ko je David Lloyd George prekinil počitnice v Gairlochu, da bi sklical nujno sejo za razpravo o razmerah na Irskem: Invernessova formula, ki je bila razvita na srečanju je bila podlaga Anglo-irske pogodbe. Kralj Jurij V. Britanski se je prav tako udeležil sestanka kabineta leta 1921, a se je nato leta 1929 vrnil v mestno hišo, da bi mu podelili svobodo mesta Inverness.
Mestna hiša je še naprej služila kot lokalni sedež vlade, dokler se meščanski svet v 1960-ih ni preselil v nove stavbe na Glenurquhart Road. Dvoletni program obnovitvenih del na glavnem pročelju stavbe je izvedel Laing Traditional Masonry po ceni 3,9 milijona funtov na podlagi načrta LDN Architects in je bil zaključen februarja 2018. Delo, ki je vključevalo zamenjavo dveh kamnitih heraldičnih psov, je bilo pohvaljeno na podelitvi nagrad za naravni kamen Združenega kraljestva za leto 2018.
Umetniška dela v mestni hiši vključujejo portret Allana Ramsaya nekdanjega londonskega župana Sir Johna Barnarda, portret Henryja Raeburna nekdanjega provosta Invernessa Sir Johna Mackintosha iz Aberarderja  in slika neznanega italijanskega umetnika iz 16. stoletja, ki prikazuje Sveto družino s svetim Janezom Krstnikom.

## Opis
Dvonadstropna stavba je zasnovana v škotskem baronskem slogu z izposojami iz flamske arhitekture. Zidana je iz blokov peščenjaka. Šilasto obokan glavni portal je na sredini sedemosnega širokega glavnega pročelja vzdolž High Street. Oblikovan je s profiliranimi stenami in z zatrepu podobno krono. V pritličju so okna oblikovana kot preproste nunske glave s krogovičjem. Nad njim so vstavljene kvadratne plošče z grbom. Zaključki oken v zgornjem nadstropju so bolj dovršeno okrašeni in okronani z zatrepnim okrajem. Iz osrednjega rizalita štrlijo vitki stolpiči. Njihove stožčaste strehe, prekrite s skrilavcem, so prekrite z vzorcem ribjih lusk. Vogalni stolpiči so prav tako pokriti z osmerokotnimi čeladami. V zahodnem zatrepu je tabla z meščanskim grbom iz leta 1686. Plošča v vzhodnem zatrepu pa prikazuje grb kralja Karla II. Stuarta, ki je bil na to lokacijo prestavljen s starega mostu v Invernessu.